# Hrabstwo Sacramento
Hrabstwo Sacramento (ang. Sacramento County) – hrabstwo w stanie Kalifornia w Stanach Zjednoczonych. Obszar całkowity hrabstwa obejmuje powierzchnię 995,48 mil² (2578,28 km²). Według szacunków United States Census Bureau w roku 2009 miało 1 400 949 mieszkańców.
Hrabstwo powstało w 1850 roku. Na jego terenie znajdują się:
- miejscowości – Citrus Heights, Elk Grove, Folsom, Galt, Isleton, Rancho Cordova, Sacramento,
- CDP – Antelope, Arden-Arcade, Carmichael, Clay, Courtland, Elverta, Fair Oaks, Florin, Foothill Farms, Franklin, Freeport, Fruitridge Pocket, Gold River, Herald, Hood, La Riviera, Lemon Hill, Mather, McClellan Park, North Highlands, Orangevale, Parkway, Rancho Murieta, Rio Linda, Rosemont, Vineyard, Walnut Grove, Wilton.